# 斯洛文尼亚戈里采丘陵

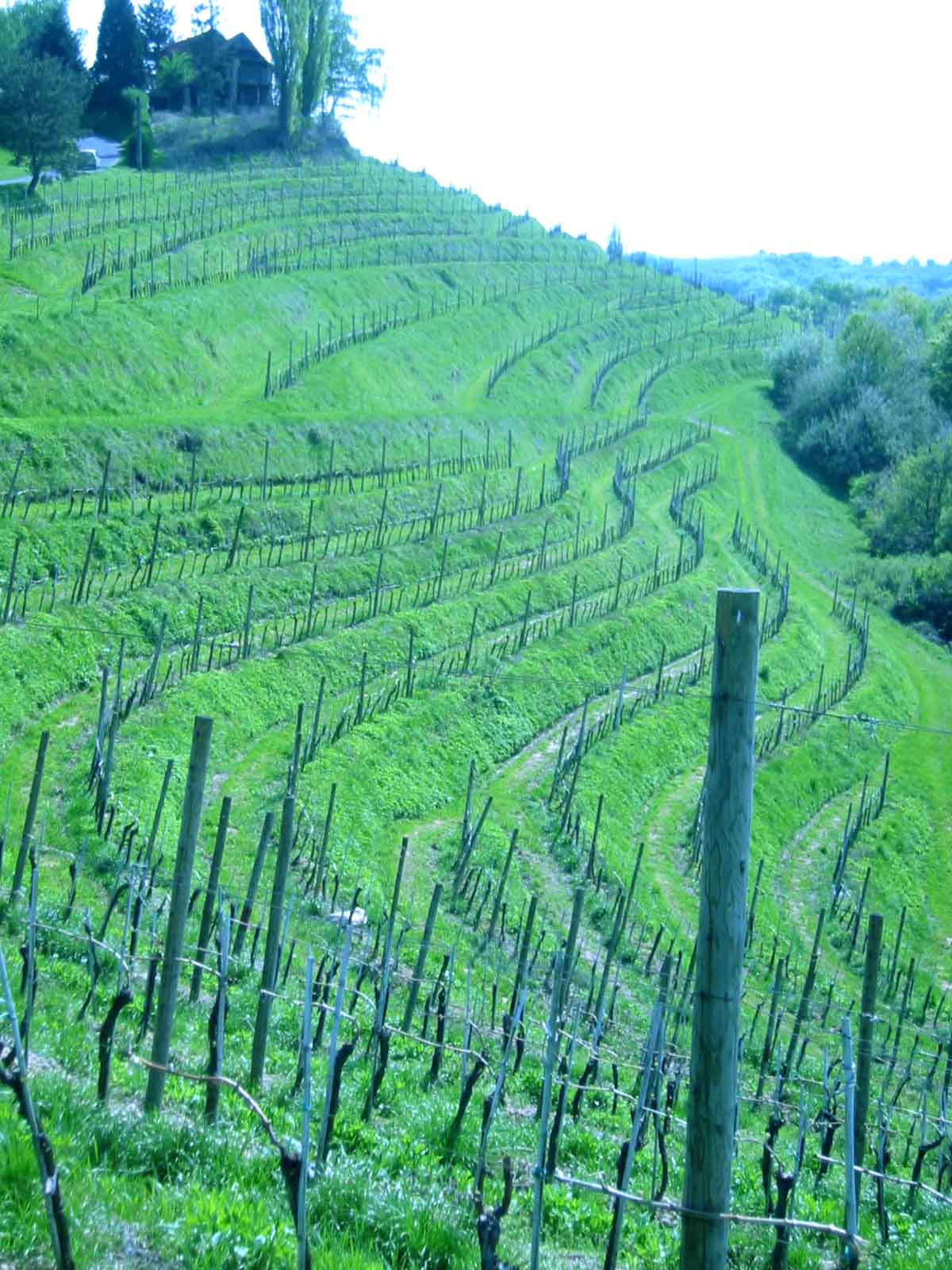
柳托梅爾市鎮内的葡萄园

斯洛文尼亚戈里采丘陵是斯洛文尼亚境内最大的丘陵地带，有一小部分位于奥地利施泰爾馬克州。该地带位于斯洛文尼亚东北部，面积为1,017平方公里。它由西斯洛文尼亚戈里采丘陵和东斯洛文尼亚戈里采丘陵（又名普爾萊基亞）两部分组成。该地区以其葡萄园和葡萄酒而著称。其中心市镇为莱纳尔特。

## 名称
该地带的斯洛文尼亚语名字和德语名字意思均为“斯洛文尼亚丘陵”。德语形容词（文德人的）是对斯拉夫人的通称，尤其是对斯洛維尼亞人的称呼。该丘陵地带最早于1123年出现在历史文献中。有一种假设是斯洛文尼亚戈里采丘陵最初时仅指现今范围的中心地带，从穆雷克到斯洛維尼亞丘陵內萊納爾特。